# Госпром (станция метро)
«Госпром» (укр. Держпром,  (слушать)о файле) — станция Харьковского метрополитена на Алексеевской линии. Расположена между станциями «Научная» и «Архитектора Бекетова» на Алексеевской линии. Построена под площадью Свободы.

## Описание
Станция колонно-пилонного типа. Объёмно-пространственные решения самой станции, а также выхода на площадь Свободы призваны ассоциироваться в каждой детали с пространственной компоновкой основных объёмов знаменитого Госпрома. В процессе строительства в начале 1990-х многие детали архитектурного замысла не могли быть полностью реализованы по финансовым соображениям, но и то, что удалось воплотить, даёт представление о первоначальном проекте.
Пущена в эксплуатацию 6 мая 1995 года. Переход на станцию «Университет» Салтовской линии.
Единственный действующий выход ведёт на площадь Свободы. В середине платформы также находится задел под ещё один выход в виде лестницы над путями Алексеевского направления. Лестница заканчивается конструкциями свода бокового зала станции, отгорожена дверями и используется как служебное помещение. Отсюда планировалось построить выход с отдельным вестибюлем, который размещался бы на проспекте Правды (ныне — Независимости) там, где сегодня расположен ресторанный комплекс. Возведение этого выхода осложнено недостаточностью информации о тамошних подземных коммуникациях и подвалах старого корпуса гостиницы «Харьков», под которым должен был пролечь туннель данного выхода. Распространённое предположение, что выход с лестницы должен был вести на улицу Тринклера и теперь невозможен из-за постройки отеля Kharkiv Palace, не соответствует действительности. Выходы к улице Тринклера планировались из действующего вестибюля; на данный момент сохраняется возможность сооружения одного из них — во «двор» гостиницы.

## Галерея

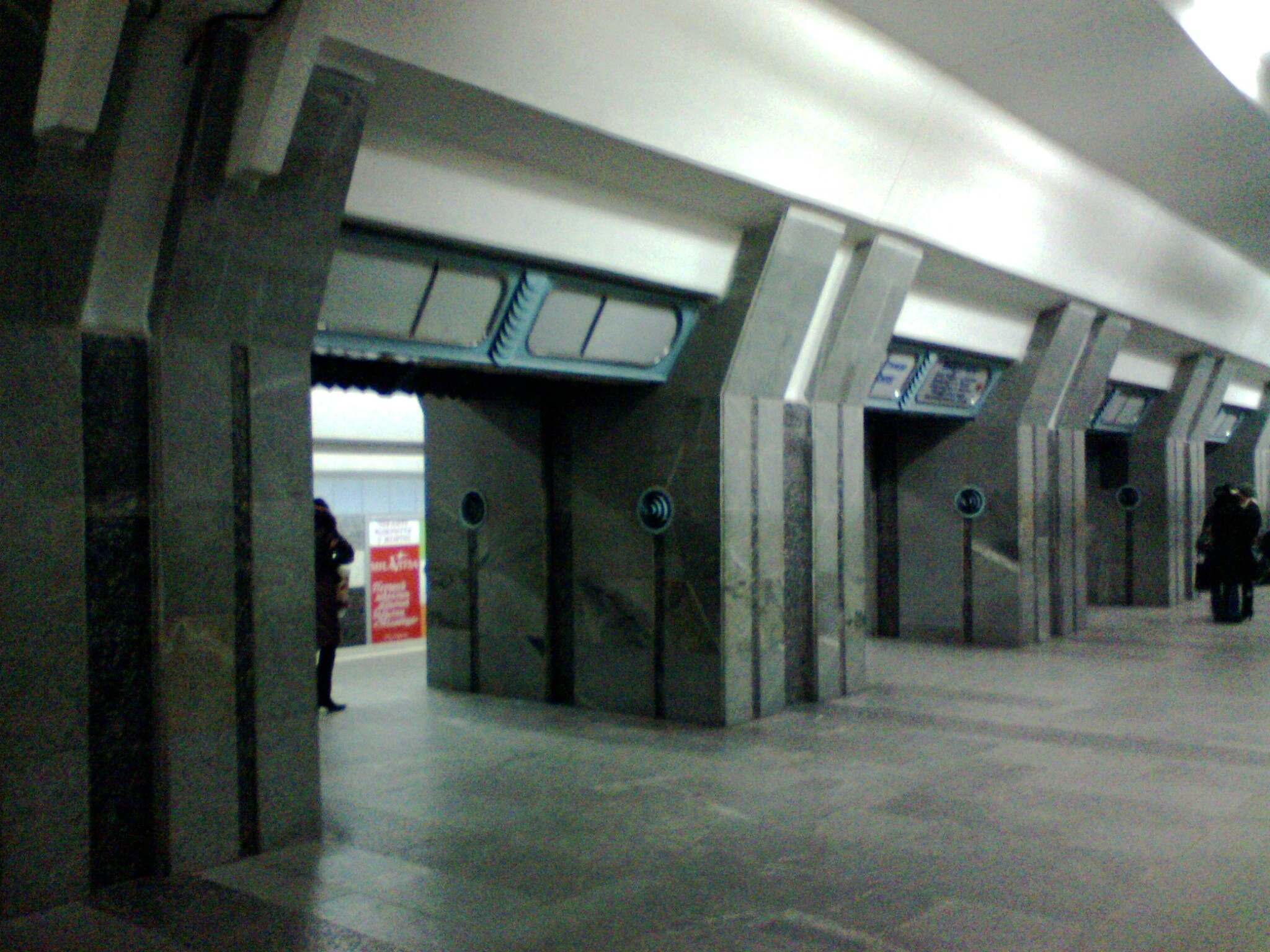
Вид на станцию метро «Госпром». 4 декабря 2007 года.
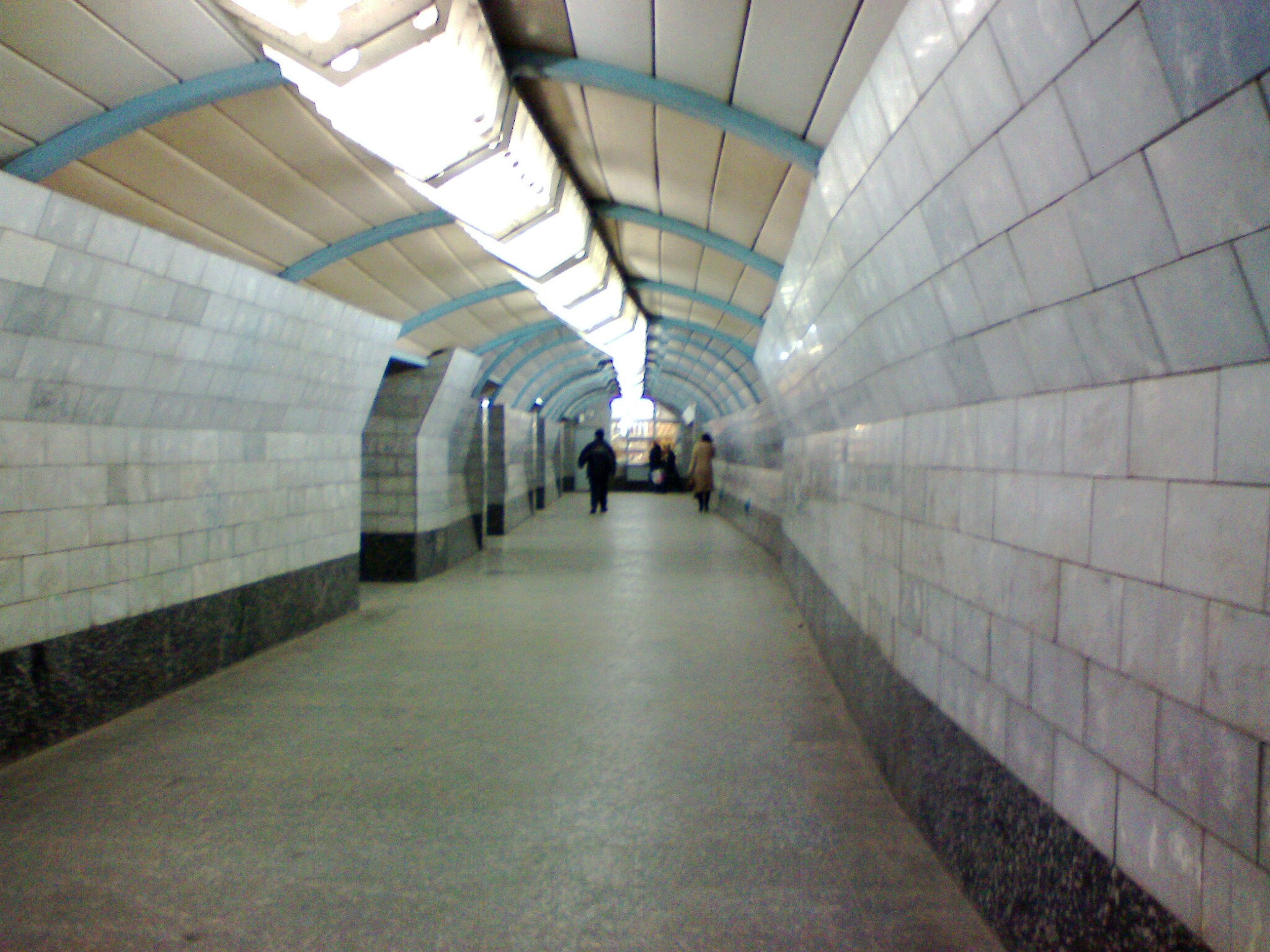
Переход со станции «Госпром» на станцию «Университет» Салтовской линии.